# Stazione di Marradi-Palazzuolo sul Senio
La stazione di Marradi-Palazzuolo sul Senio è una stazione ferroviaria della linea Faentina, a servizio del comune di Marradi. Prende il nome anche dal comune di Palazzuolo sul Senio il quale è collegato allo scalo dalla strada provinciale 306.

## Storia
Lo scalo fu aperto al servizio pubblico il 26 agosto 1888 assieme al tronco proveniente dalla stazione di Fognano della Faentina. La stazione rimase capolinea del servizio diretto a Faenza fino al 21 aprile 1893, quando fu aperto il tronco verso Borgo San Lorenzo.

## Strutture e impianti

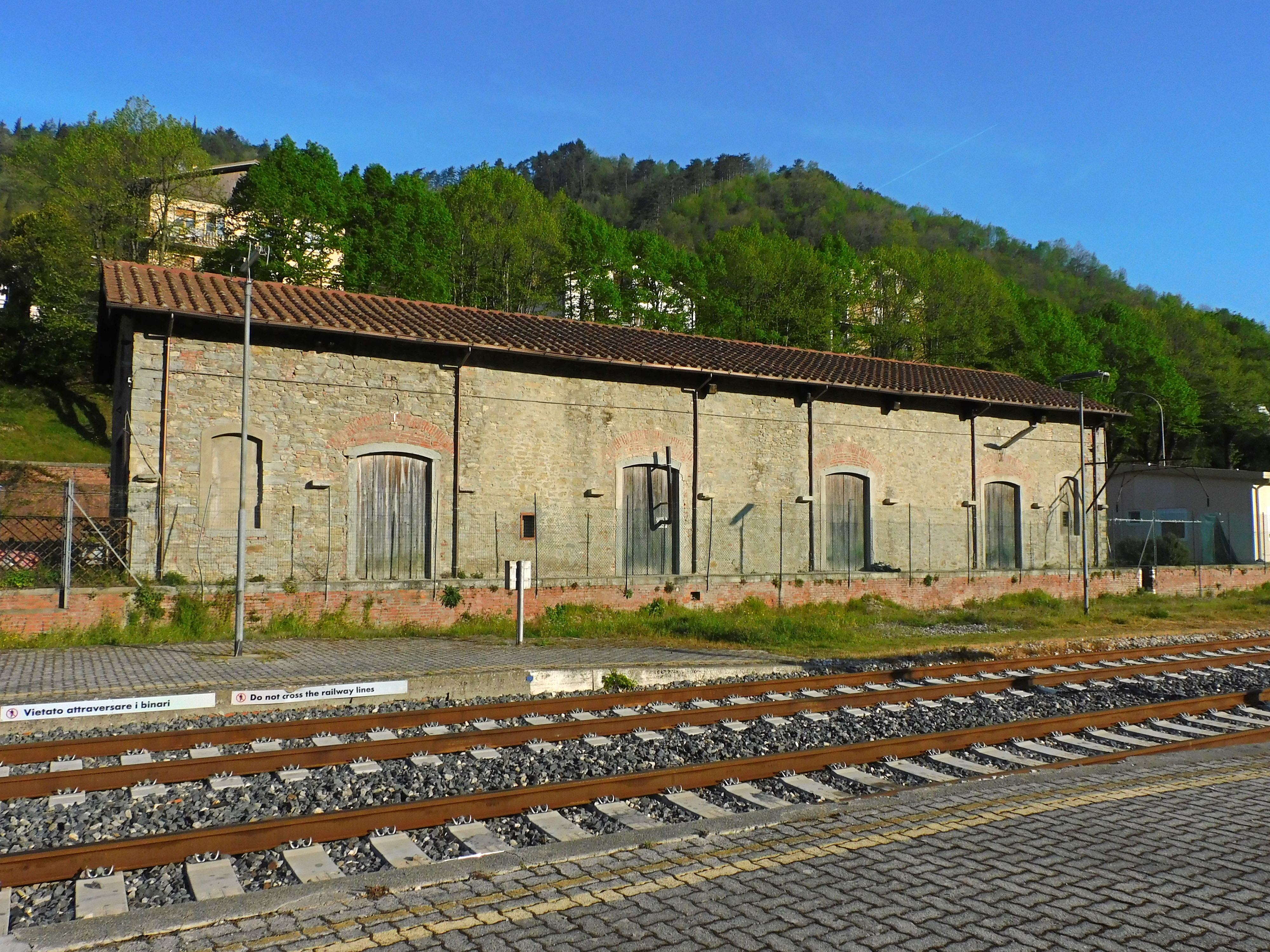
Il magazzino merci nel 2024

Il fabbricato viaggiatori ha una struttura simile a quella della stazione di Borgo San Lorenzo: a pianta rettangolare, a due livelli fuori terra, affiancato da due ali.
Il piazzale binari è composto da quello di corsa e da tre di scalo. Sono presenti tre banchine: quella centrale, a servizio del secondo e del terzo binario, è collegata alla prima da un sottopassaggio, mentre è impedito l'accesso ai viaggiatori a quella a servizio del terzo e del quarto binario.
La rimessa locomotive, in disuso e abbandonata, è servita da altri due binari. Anche lo scalo merci è abbandonato ed era composto da un magazzino con annesso piano caricatore.
Una torre dell'acqua alimenta una colonna idraulica ancora funzionante, usata per i treni a vapore della Fondazione FS.

## Movimento

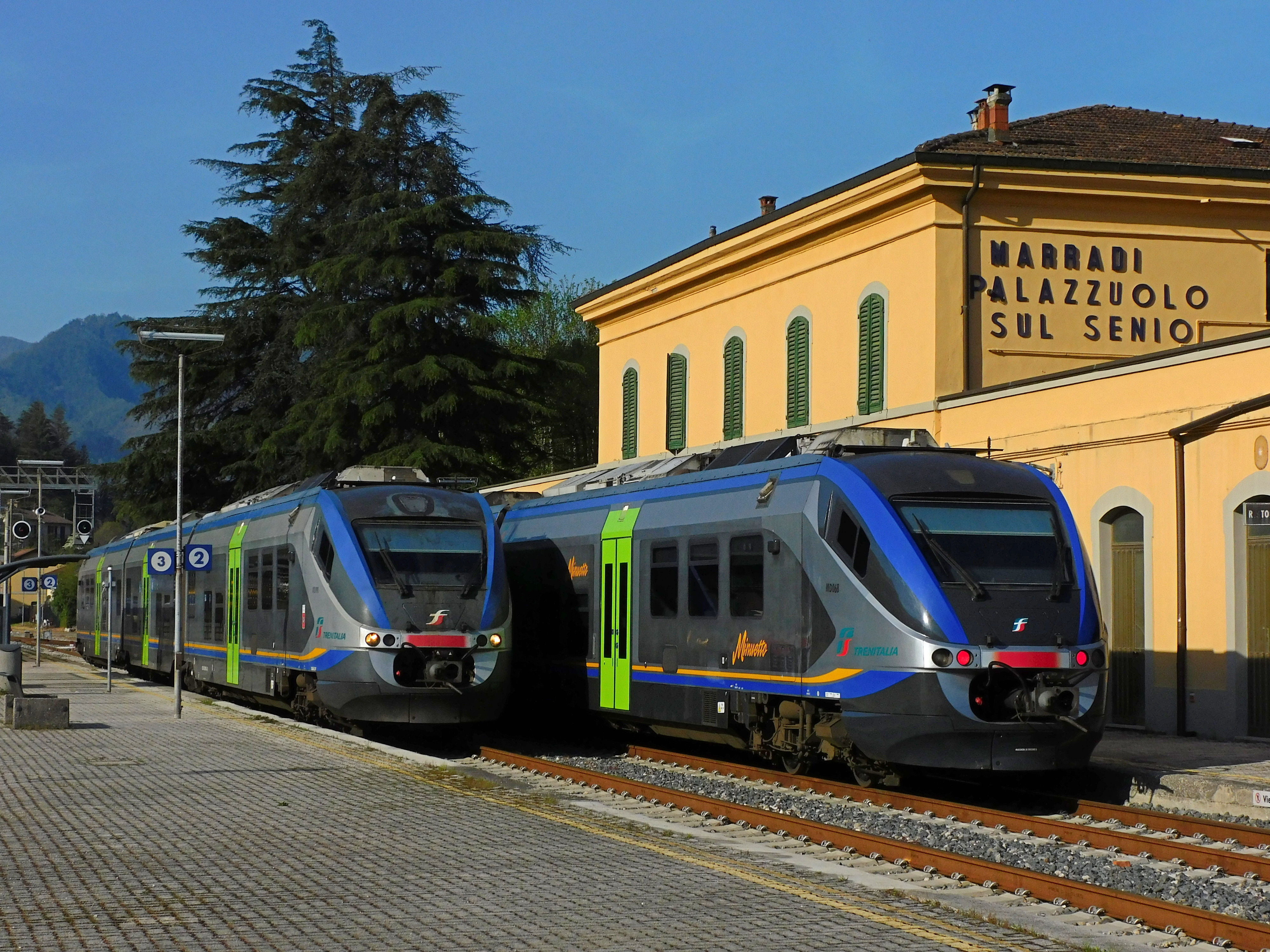
Incrocio fra Minuetti

La stazione non è presidiata e il traffico è gestito dal Dirigente Centrale Operativo (DCO) di Firenze Campo di Marte.
Il servizio viaggiatori è affidato a Trenitalia che espleta la relazione Firenze Santa Maria Novella-Faenza.

## Servizi
La stazione dispone di:
- Sala d'attesa
- Biglietteria automatica
- Servizi igienici

Il sottopassaggio è dotato di scivoli per favorire l'accesso alle persone con disabilità.

## Interscambio
- Fermata autobus